# Giovanni Battista Ricca

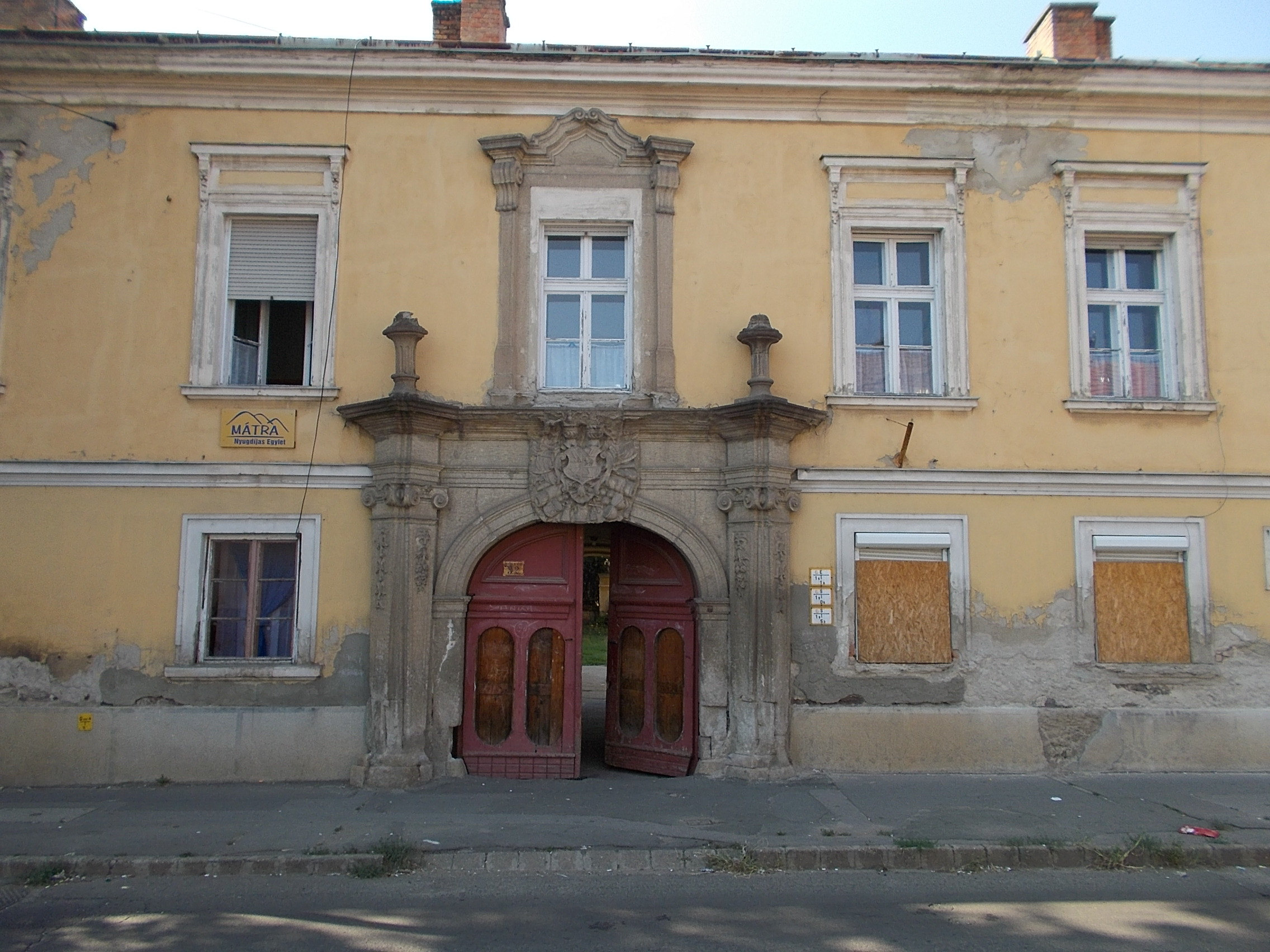
Schloss in Gyöngyös, Komitat Heves

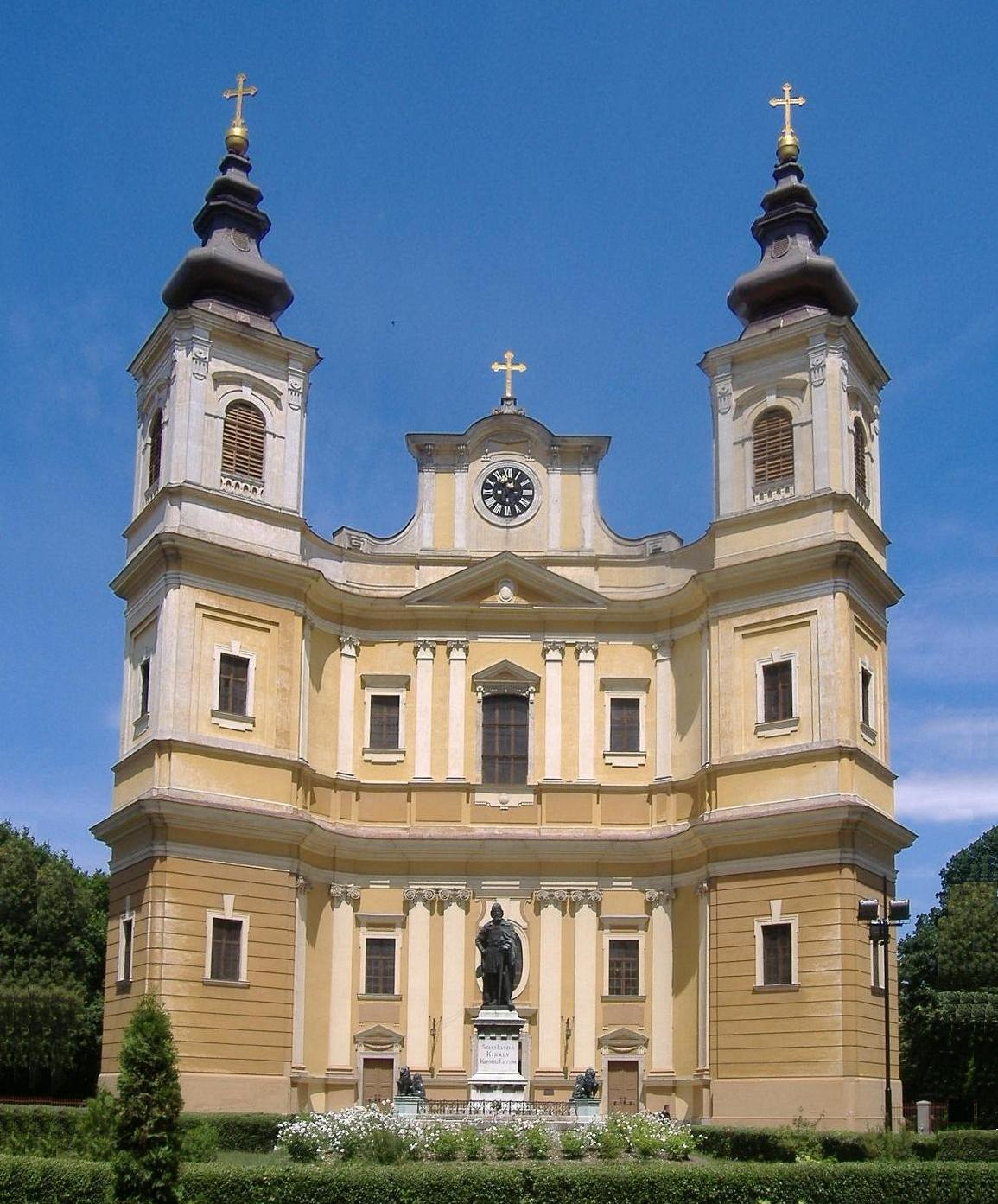
Kathedrale St. Maria Himmelfahrt in Großwardein/Oradea 1752

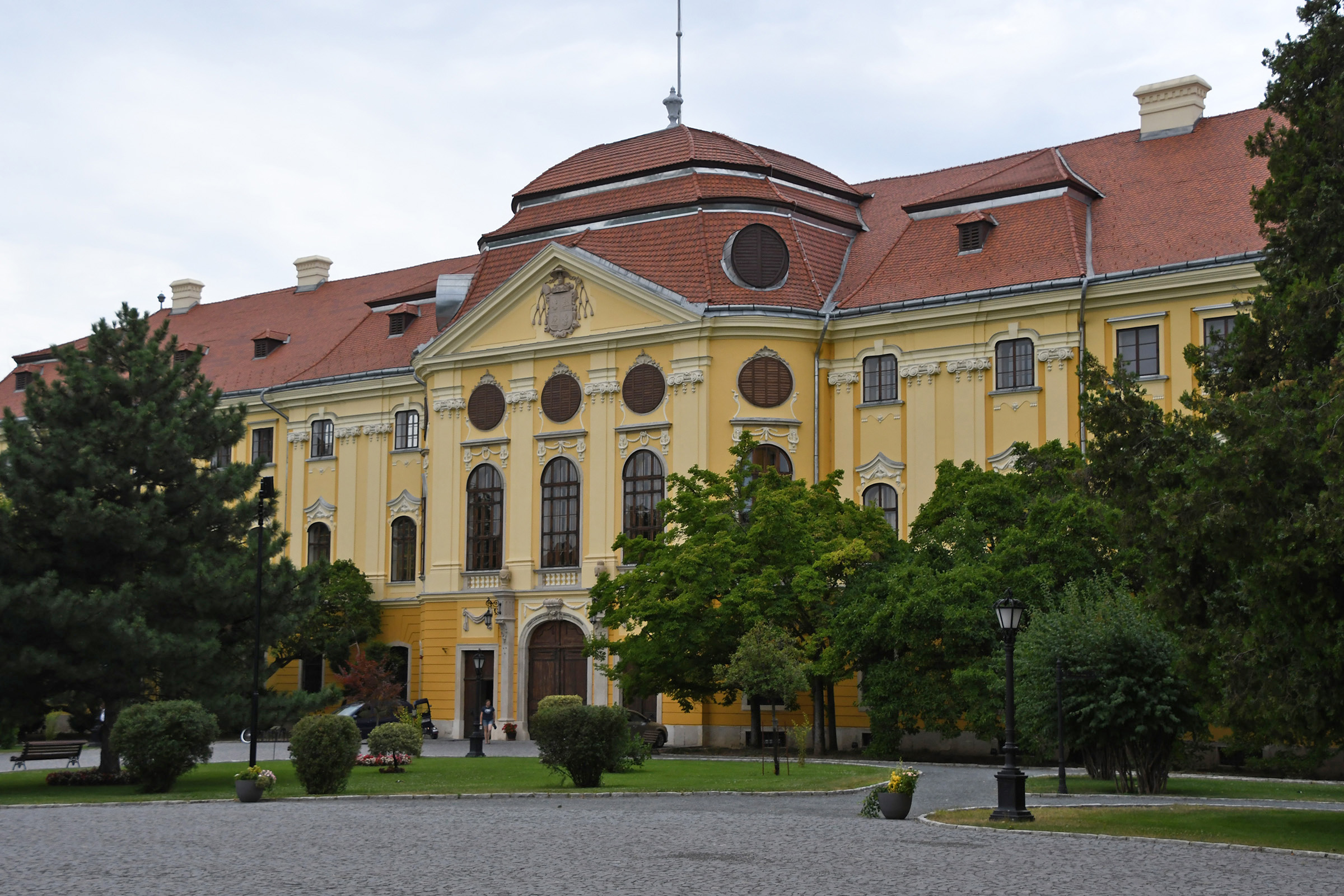
Ehem. Bischofspalast in Oradea, nach Riccas Plänen

Giovanni Battista Ricca, auch Giambattista Ricca (* 1691 in Pambio bei Lugano, Schweiz; † 1757 ebenda), war ein schweizerisch-österreichischer kaiserlicher Hof-Architekt in Wien, der in den (heutigen) Ländern Italien, Österreich, Tschechien, Ungarn und Rumänien wirkte.
- Die Hauptquelle dieses Artikels ist Gian Alfonso Oldellis Biografisches Nachschlagewerk, sein Lexikon der berühmten Männer des Kantons Tessin, von 1807. Bei Riccas besonderen Aufträgen, Schloss Schönbrunn und die Gartenanlagen, Schloss Austerlitz, übernehmen dies nachfolgende Lexika und berufen sich auf SKL.
- Namensgleichheit

Die Architektenfamilie Ricca aus Oneglia, Genua. Der Architekt Giovanni Battista Ricca aus dieser Familie arbeitete in der Region Genua und starb 1730.

## Leben und beruflicher Werdegang
Giovanni Battista Ricca war ein Sohn des Baumeisters Giovanni Antonio Ricca. Er studierte in Rom an der Akademie der schönen Künste Architektur, und weiter in Mailand. Ricca arbeitete 1742 in Turin und lernte dort den österreichischen Diplomaten Wenzel Anton von Kaunitz-Rietberg kennen.

### Berufung an den Wiener Hof und kaiserlicher Architekt von Maria Theresia
Ricca folgte der Einladung des Kaiserlichen Hofes in Wien, war viele Jahre der Architekt des Staatsmannes und Beraters der Kaiserin Fürst Kaunitz, und wurde zum kaiserlichen Architekten ernannt.

„Er war dann Architekt der Kaiserin Maria Theresia. In Wien, in Mähren und insbesondere in Ungarn war der Ruf unseres Ricca bei den dortigen Fürsten und Magnaten so groß, dass sie kein Gebäude ohne den Entwurf und die Leitung des Architekten Ricca errichten wollten. Daher sind es seine Werke.“

1743 schloss Ricca mit Stuckateur Giacomo Berra und Architekt Carlo Poncini einen 8-jährigen Vertrag für Arbeiten in Ungarn ab. Auftraggeber war Graf Wenzel Anton Kaunitz.

### Werke (Auswahl)
- Universität Turin, Italien

Michelangelo Garovis letztes Werk war die neue Universität Turin, die er im Auftrag des Herzogs von Savoyen und Königs von Sizilien, Vittorio Amedeo II., 1712–1713 entwarf. Sie wurde von Filippo Juvarra und Giovanni Battista Ricca vollendet.
- Schloss Haller-Berényi-Orczy in Gyöngyös, Komitat Heves Ungarn

Erbeut durch General Samuel Haller von Hallenstein  um 1740 con Domenico und Giovanni Battista Ricca.
- Schloss Austerlitz Um-, Neubau in Tschechien

Ricca restaurierte 1743 das Schloss Austerlitz, das er wesentlich umbaute.

„Der prächtige und entzückende Casiello d'Austerlitz, ein Ort, der sich gut für die Jamosa dal-taglia von 1805 eignet. Die Kaiserin wollte in Begleitung von Ricca dieses großartige Gebäude einzeln besichtigen und untersuchen, wovon sie die größte Zufriedenheit zeigte, insbesondere die schöne Verteilung der Wohnungen und der Pracht des Treppenhauses.“

In den 1740er Jahren ist der Architekt und Stuckateur Giovanni Battista Ricca dokumentiert.

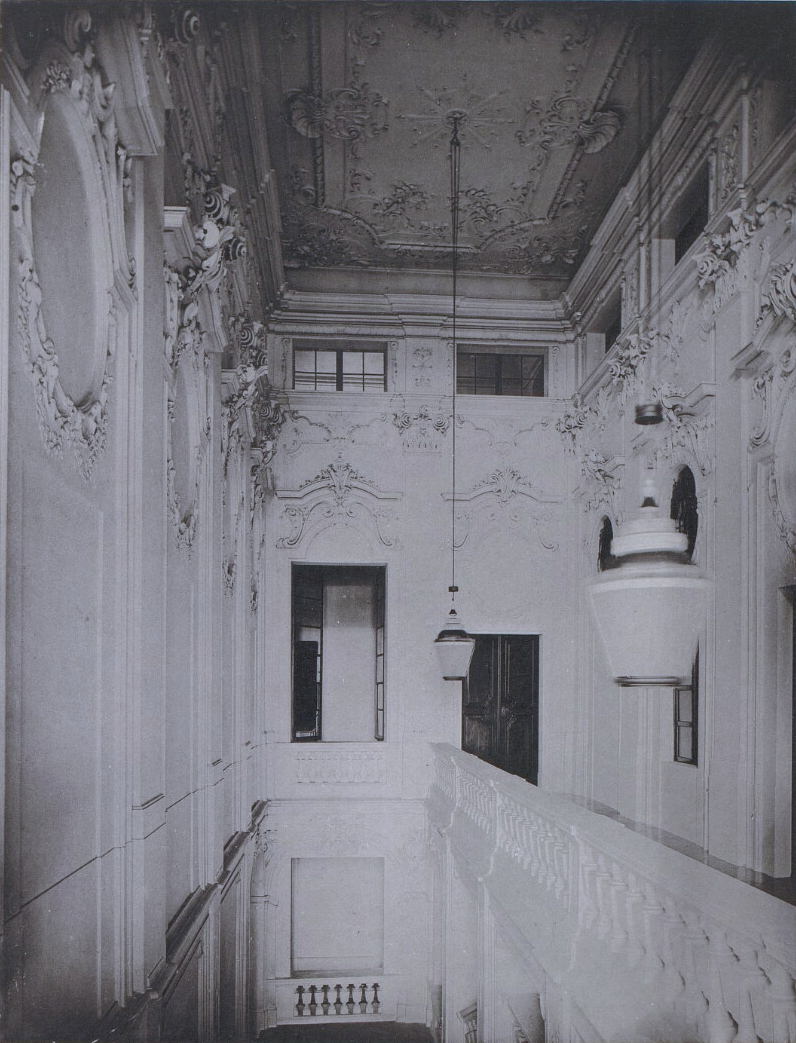
Schloss Austerlitz, Stiegenhaus Aufnahme 1888
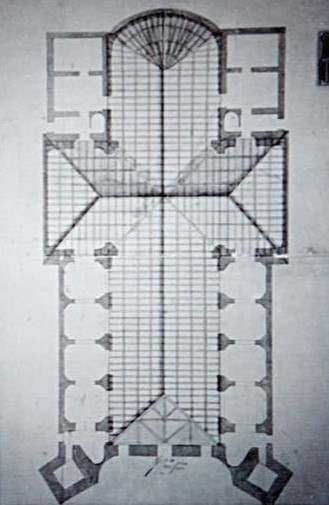
Basilika Oradea Grundrissplan von Ricca

- Kathedrale St. Mariä Himmelfahrt in Oradea, Rumänien

Die Kathedrale St. Mariä Himmelfahrt (Oradea), eine Barockkirche wurde 1752 nach Plänen des Architekten Giovanni Battista Ricca errichtet, die Bauarbeiten waren 1756 auf der Höhe des Hauptgesimses angelangt. Sein Nachfolger war Domenico Lucchini, 1779 vollendete Franz Anton Hillebrandt den Bau.
- Basilika von Esztergom in Ungarn

Kardinal Nikolaus Csáky erteilte 1752 Ricca den Auftrag, in Esztergom den Burghügel zu vermessen und Baupläne für eine zu erbauende Basilika zu verfertigen.
- Schloss Schönbrunn, Wien

Giovanni Battista Ricca baute mit Ingenieur Giuseppe Bianchi aus Osteno am Schloss Schönbrunn und zeichnete die Pläne für den Park.

„La Villegiatura di Schönbrunn non molto lontana dalla Citta di Vienna in cui sono molto stimate dagli Intendenti d´ Architettura la grandioso sue Volte inventate dal nostro Ricca. / Die Sommerresidenz Schönbrunn liegt nicht weit von der Stadt Wien entfernt, wo die grandiosen Gewölbe unseres Architekten Ricca von Architekturexperten hoch geschätzt werden.“

- Ehem. Bischofspalast in Oradea, Rumänien

Mit den Plänen für den Bischofspalast wurde der Architekt Giovanni Battista Ricca beauftragt, erst 1762 übernahm die Baustelle der österreichische Architekt Franz Anton Hillebrandt. Er veränderte auch die Pläne.
- Schloss Károlyi, Nagykároly

Graf Franz Károlyi beauftragte Giovanni Battista Ricca, den Architekten der Kathedrale von Oradea, Pläne für den Neubau auszuarbeiten. Erhalten sind die Umbauanweisungen von 1752, darin wurden die Baukosten auf 10.000 Silberforint geschätzt.